# Il Fantadisco dei Me contro Te
Il Fantadisco dei Me contro Te è il primo album in studio del duo Me contro Te, pubblicato il 14 febbraio 2020. I suoi brani sono quelli della colonna sonora di Me contro Te - Il film: La vendetta del Signor S, uscito nelle sale cinematografiche italiane poco meno di un mese prima. L'album si è piazzato in prima posizione nella classifica FIMI e in seguito è stato certificato disco d'oro.

## Tracce
1. La vendetta del Signor S – 2:29
2. Insieme – 2:52
3. Ye ye ni ni ni ni – 2:58
4. Me con Te – 2:42
5. Slime Song – 2:39
6. Il mondo – 2:53
7. Credi in te – 2:27
8. Dolcetto scherzetto – 2:11
9. La vendetta del Signor S (Karaoke) – 2:38
10. Insieme (Karaoke) – 2:49
11. Ye ye ni ni ni ni (Karaoke) – 2:58
12. Me con Te (Karaoke) – 2:42
13. Slime Song (Karaoke) – 2:39
14. Il mondo (Karaoke) – 2:53
15. Credi in te (Karaoke) – 2:27
16. Dolcetto scherzetto (Karaoke) – 2:31

## Classifiche
| Classifica (2020) | Posizione massima |
| ----------------- | ----------------- |
| Italia            | 1                 |

### Classifiche di fine anno
| Classifica (2020) | Posizione |
| ----------------- | --------- |
| Italia            | 9         |